# Connecticut
Connecticut (phát âm trong tiếng Anh bằng chữ IPA: /kəˈnɛtɪkət/ⓘ) là tiểu bang Hoa Kỳ thuộc về miền đông bắc Hoa Kỳ.
Connecticut có khí hậu ôn hòa với đường bờ biển dài quanh vịnh Long Island. Điều này đã giúp bang có truyền thống phát triển ngành hàng hải từ lâu đời. Bang Connecticut hiện nay được biết đến với sự giàu có bậc nhất Hoa Kỳ. Từ thế kỉ 18, tiểu bang đã bắt đầu phát triển công nghiệp chế tạo và các tập đoàn tài chính: những công ty bảo hiểm đầu tiên ở Hartford và quỹ tự bảo hiểm rủi ro đầu tiên ở quận Fairfield. Nhờ đó, Connecticut có thu nhập bình quân đầu người, chỉ số phát triển con người và thu nhập bình quân hộ gia đình cao nhất Hoa Kỳ.
Đây là nơi sinh của Tổng thống George W. Bush (tại New Haven).

## Địa lý

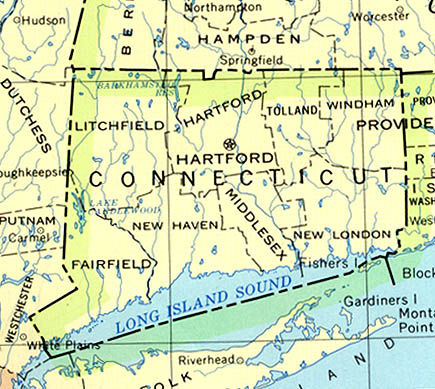
Bản đồ Connecticut

Connecticut giáp với eo biển Đảo Dài (Long Island Sound) về phía nam, với Tiểu bang New York về phía tây, với Massachusetts về phía bắc, và với Rhode Island về phía đông. Thủ phủ là Hartford, và các thành phố lớn kia bao gồm New Haven, New London, Norwich, Stamford, Waterbury, Torrington, và Bridgeport. Tiểu bang này có tất cả 169 thị trấn. Hartford và New Haven cạnh tranh nhau bằng hãnh diện và kinh tế, có lâu từ khi hai thành phố đó chia quyền thủ phủ, và cả từ khi New Haven và Hartford là hai thuộc địa riêng.
Đỉnh cao nhất ở Connecticut là núi Gấu tại Salisbury ở gốc tây bắc của tiểu bang. Ngày xưa nó tháp được xây bằng đá ở trên đỉnh này; hiện nay một bảng bằng đá bên cạnh đường mòn Appalachian chỉ đến nơi đó là "đất cao nhất ở Connecticut, 2354 foot [717 mét] trên mực biển"; tuy nhiên, cả bảng này sai. Cao độ ước lượng của đỉnh này chỉ tới 706 m (2.316 foot); và tuy nó là đỉnh cao nhất ở Connecticut, thực sự nó không phải có đất cao nhất ở tiểu bang. Đất cao nhất là một nơi vô danh về phía đông gần chỗ mà ba tiểu bang Connecticut, Massachusetts, và New York gặp nhau (42°3′N 73°29′W), trên dốc nam của núi Frissell, núi đó tới cao độ 747 m (2.453 foot), và đỉnh nằm cách 225 m (740 foot) ở Massachusetts. Chỉ có một cọc xanh bằng sắt chỉ đến nơi cao nhất của Connecticut với cao độ 723 m (2.372 foot). Bởi vậy, Connecticut là tiểu bang duy nhất có nơi cao nhất khác với đỉnh cao nhất. 
Sông Connecticut chia đôi tiểu bang, chảy vào eo biển Đảo Dài, lối ra Đại Tây Dương của Connecticut.

### Các thành phố quan trọng
| Dân số 10.000 người trở lên (vùng thành thị, năm 2000): - Danbury - Bridgeport (139.529) - Hartford (121.576) - Meriden - Middletown - New Haven (123.626) - New London - Norwich - Stamford (117.083) - Storrs - Torrington - Waterbury (107.271) - Willimantic | Các ngoại ô quan trọng: - Bristol - Greenwich - Manchester - New Britain - Norwalk - Ridgefield - Tây Hartford - Westport - Đông Hartford |

## Lịch sử

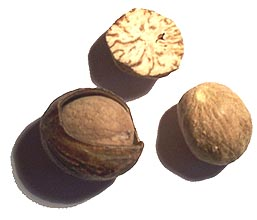
Hạt nhục đậu khấu

Tên "Connecticut" từ "Quinnehtukqut" trong tiếng Mohegan, tức là "Nơi trên sông dài" hoặc "Bên cạnh sông thủy triều dài". Connecticut là tiểu bang thứ năm của 13 tiểu bang đầu tiên. Người Âu Châu đầu tiên ở thường trực tại Connecticut là người Thanh giáo Anh đến từ Massachusetts năm 1633. Hiến pháp đầu tiên của tiểu bang, "Các chỉ thị cơ bản", được thông qua ngày 14 tháng 1 năm 1639, trong khi hiến pháp hiện hành, tức là hiến pháp thứ ba của Connecticut, được thông qua năm 1965. Cách viết tắt cũ của tên tiểu bang là "Conn." Tên hiệu chính thức của Connecticut, được chọn năm 1959, là "Tiểu bang Hiến pháp" (tiếng Anh: The Constitution State). Tên hiệu phổ biến kia của Connecticut là "Tiểu bang Đậu khấu" (The Nutmeg State), cho nên dân cư Connecticut có thể được gọi "Nutmegger" (người đậu khấu).